# Curcuma
Curcuma longa
Espèce
Classification phylogénétique
Le Curcuma (Curcuma longa) est une espèce de plantes herbacées rhizomateuses vivaces du genre Curcuma (famille des Zingibéracées) originaire du sud ou sud-est asiatique. De ses rhizomes, réduits en poudre, est extraite l'épice homonyme de couleur jaune (curry).
Le curcuma, ingrédient principal des carry ou curry, est particulièrement présent dans la vie socioculturelle du sous-continent indien, où il est considéré comme une plante exceptionnelle au regard de ses nombreuses propriétés (épice, conservateur de nourriture, agent colorant, cosmétique et médicinal). Répandu dans le Sud-Est de l'Asie depuis l'Antiquité, le curcuma fait l'objet de nombreuses études scientifiques dans le monde entier, afin de mieux connaître ses propriétés alimentaires et médicales,,.
Le curcuma représente également un enjeu économique pour l'Inde, son premier producteur mondial, ainsi que pour de nombreux autres pays producteurs.

## Description botanique

### Apparence

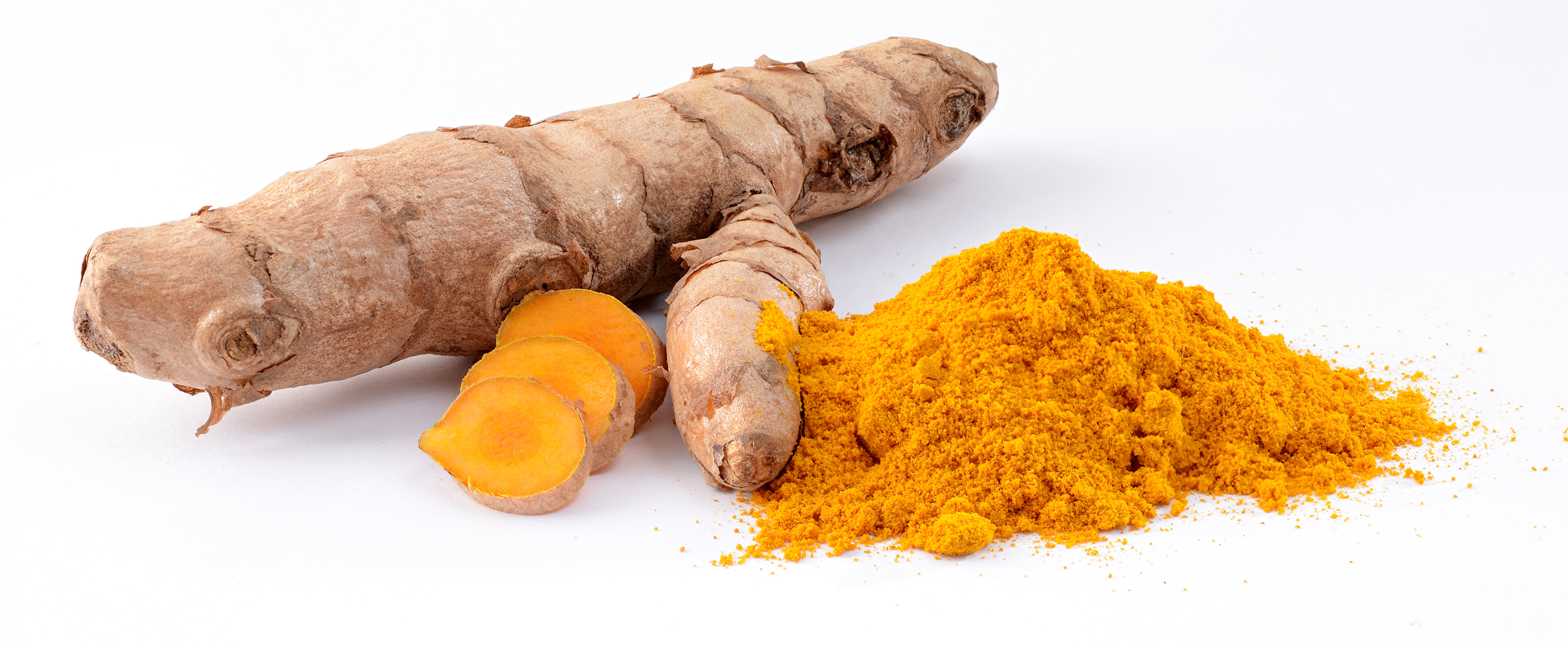
Rhizome, tranches et poudre de curcuma.

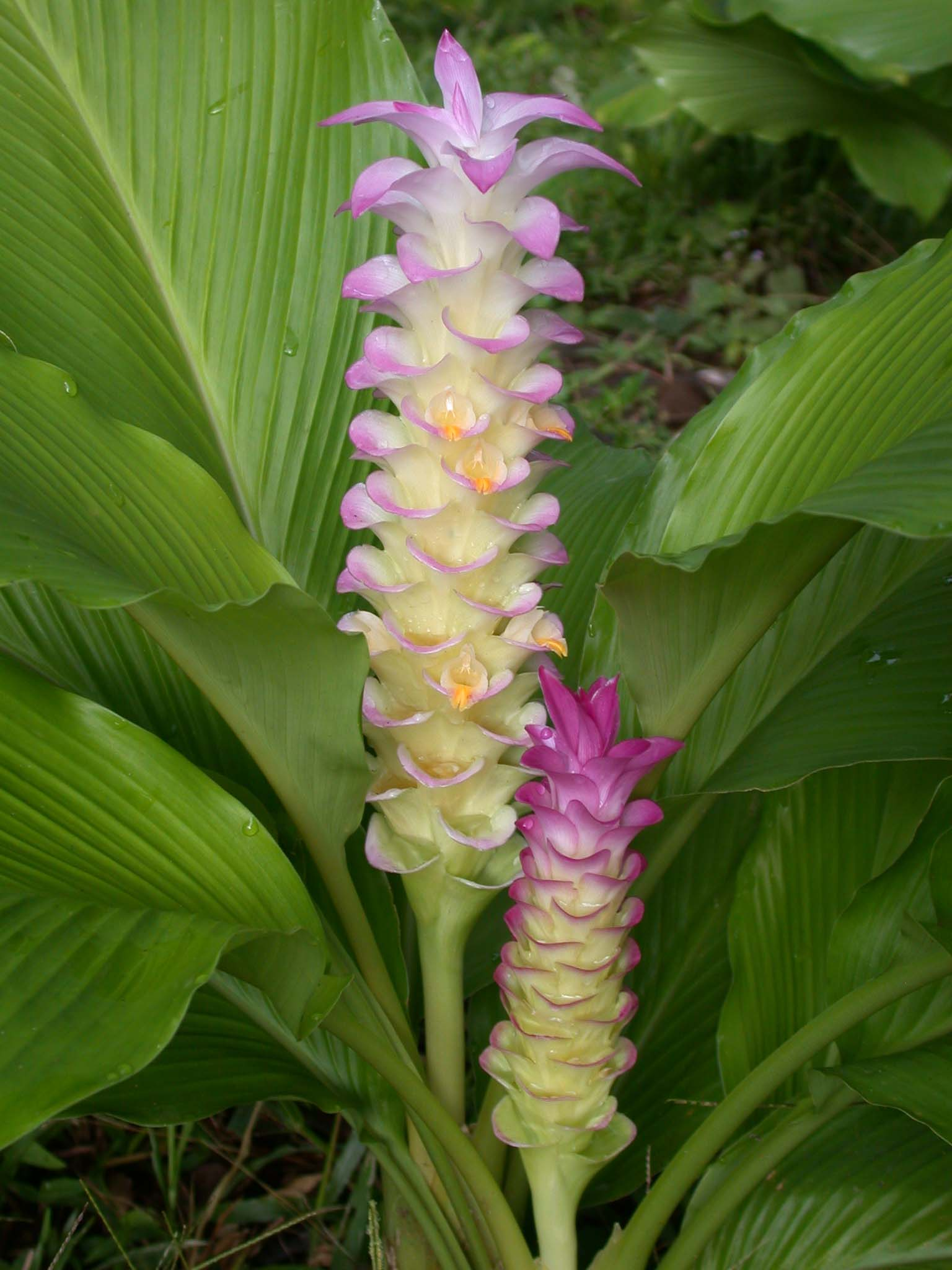
Curcuma domestica (curcuma longa), au Sanctuaire de faune de Khao Soi Dao, en Thaïlande.

Le curcuma est une plante vivace, herbacée, à courtes tiges qui peut atteindre une taille d'un mètre. Elle possède de nombreux rhizomes aromatiques, ellipsoïdes ou cylindriques, de couleur jaune à orange à l'intérieur.
Ses larges feuilles, oblongues ou elliptiques, lancéolées, sont alternées et réparties en deux rangées. Elles sont uniformément vertes, jusqu'à 50 cm de long et large de 7 à 25 cm.
Ses épis peuvent mesurer jusqu'à 20 cm. Ses fleurs sont stériles, mais le bouturage spontané des rhizomes permet la propagation.
Curcuma longa ne supporte pas les sols gorgés d'eau, requiert un grand ensoleillement et un sol très fertile. Il est particulièrement adapté aux régions soumises à la mousson et aux forêts de feuillus comme les forêts de teck.
Les cultivateurs distinguent la partie centrale du rhizome, appelée curcuma-mère, des « doigts » qui partent de cette racine centrale. Le curcuma-mère est davantage utilisé pour ses vertus médicinales, alors que les « doigts » sont plutôt consacrés aux usages alimentaires.

### Nomenclature et synonymes
Le nom binominal du curcuma est Curcuma longa (Linné 1753). Selon World Checklist of Selected Plant Families (WCSP) (26 sept 2011), les synonymes sont :
- Curcuma brog Valeton, Bull. Jard. Bot. Buitenzorg, II, 27: 48 (1918).
- Curcuma domestica Valeton, Bull. Jard. Bot. Buitenzorg, II, 27: 31 (1918).
- Curcuma ochrorhiza Valeton, Bull. Jard. Bot. Buitenzorg, II, 27: 45 (1918).
- Curcuma soloensis Valeton, Bull. Jard. Bot. Buitenzorg, II, 27: 46 (1918).
- Curcuma tinctoria Guibourt, Hist. Nat. Drog. Simpl. 2: 208 (1876).

### Cultivars
Il existe différents cultivars de curcuma, dont les compositions en curcumine, oléorésine et huiles essentielles varient :
- Survarna (curcumine = 4,3 % ; oléorésine = 13,5 %, huiles essentielles = 7,0 %)
- Suguna (curcumine = 7,3 % ; oléorésine = 13,5 %, huiles essentielles = 6,0 %)
- Sudarsana (curcumine = 5,3 % ; oléorésine = 15,0 %, huiles essentielles = 7,0 %)
- IISR Prabha (curcumine = 6,5 % ; oléorésine = 15,0 %, huiles essentielles = 6,5 %)
- IISR Prathibha (curcumine = 6,2 % ; oléorésine = 16,2 %, huiles essentielles = 6,2 %)
- Co-1 (curcumine = 3,2 % ; oléorésine = 6,7 %, huiles essentielles = 3,2 %)
- BSR-1 (curcumine = 4,2 % ; oléorésine = 4,0 %, huiles essentielles = 3,7 %)
- Krishna (curcumine = 2,8 % ; oléorésine = 3,8 %, huiles essentielles = 2,0 %)
- Sugandham (curcumine = 3,1 % ; oléorésine = 11,0 %, huiles essentielles = 2,7 %)
- Roma (curcumine = 9,3 % ; oléorésine = 13,2 %, huiles essentielles = 4,2 %)
- Suroma (curcumine = 9,3 % ; oléorésine = 13,1 %, huiles essentielles = 4,4 %)
- Ranga (curcumine = 6,3 % ; oléorésine = 13,5 %, huiles essentielles = 4,4 %)
- Rasmi (curcumine = 6,4 % ; oléorésine = 13,4 %, huiles essentielles = 4,4 %)
- Rajendra Sonia (curcumine = 8,4 % ; oléorésine = -, huiles essentielles = 5,0 %)

### Culture
La récolte des rhizomes de curcuma peut commencer quand la tige commence à sécher. Cela se produit environ sept à huit mois après la plantation. Les rhizomes sont retirés du sol et laissés au repos quelques heures pour stabiliser le taux d'humidité. Ils sont ensuite triés et nettoyés à l'eau (par immersion, agitation ou aspersion).

## Histoire et étymologie

### Histoire
Le curcuma (Curcuma longa) est originaire du Sud ou du Sud-Est de l'Asie. Il est le résultat de nombreuses sélections successives au point que l'existence même d'une espèce sauvage de curcuma est remise en question, notamment sur la base de données génétiques.
De très nombreuses espèces sauvages ou cultivées ont évolué — et divergé — génétiquement : dans la majorité des taxons indiens du sous-genre Curcuma, le nombre de chromosomes d'un lot haploïde , longtemps estimé à 21, serait en fait de 7 (21 serait donc une triploïdie : 3 lots de 7); les chiffres publiés dans la littérature correspondent à des niveaux de ploïdie de 6x, 9x, 11x, 12x et 15x. La plupart des curcumas possèdent 42 ou 63 chromosomes (42 chez C. rubescens et C. mangga; C. aromatica est un groupe complexe composé de plusieurs espèces qui possèdent soit 42 soit 63 chromosomes). Dans le sous-genre Hitcheniopsis, qui diffère nettement morphologiquement et qui comprend principalement des espèces thaïlandaises, le nombre de chromosomes est un multiple de 11 (x=11). Curcuma et Hitcheniopsis représentent donc des unités évolutives indépendantes. X=7 peut être considéré comme un marqueur cytogénétique spécifique du sous-genre Curcuma. 
Le curcuma est cultivé depuis l'Antiquité en Inde. Il est fréquemment mentionné dans la littérature en sanskrit à partir du IVe siècle de notre ère, notamment dans l'Atharva-Véda, où il est indiqué qu'un massage à la poudre de curcuma aide à soigner les malaises cardiaques.
Curcuma longa semble avoir été connu en Chine avant le VIIe siècle de notre ère : il apparaît dans le Bencao gangmu de Li Shizhen et le Xin Xiu Ben cao (659 EC).
Il est connu en Occident depuis l'Antiquité et décrit par Dioscoride dans sa Materia Medica.
Au XVIIIe siècle, le curcuma, sous son nom Terra merita ou safran des Indes, est importé en Europe par les grandes puissances navales (Hollande, Royaume-Uni, Portugal et France). Il est utilisé aussi bien pour ses propriétés tinctoriales que médicinales,,.
En Polynésie française, à Mangareva dans l'archipel des Gambiers, le dieu Rao était invoqué au moment de la plantation de Curcuma longa.
Sur l'île de La Réunion, le curcuma a été introduit par Joseph Hubert, au XIXe siècle.

### Étymologie
Le nom curcuma procède du sanskrit : kunkuma, ranjani (ce qui donne la couleur). Le nom anglais turmeric est hérité du français terre mérite, lui-même issu du latin terra merita, qui désignait la racine, à cause de la substance terreuse de la racine et parce qu'elle était connue pour avoir de grandes vertus. Curcuma serait issu, selon certaines sources, du terme arabe d’origine perso-indienne kourkoum, « safran ». Le terme terra merita a également donné talmerital, utilisé au Moyen Âge.

### Appellations vernaculaires locales
Épice sacrée en Inde, il est donc normal que le curcuma hérite d'un grand nombre d'appellations en sanskrit, avec des connotations souvent religieuses,. Depuis l'Inde, le curcuma fut commercialisé sur la route des épices entre l'Orient et l'Occident. Il a ainsi traversé les pays, qui lui conférèrent de nouveaux noms, souvent donnés en regard de sa couleur jaune ou de ses propriétés.
Voici quelques exemples d'appellations vernaculaires dans différentes langues :
- afrikaans : borrie
- anglais : turmeric, golden spice[1], spice of life[1],[9] ;
- arabe : الكركم (al-kourkoum)[26] ; Maghreb (Maroc): الخرقوم ("lharqoum").
- comorien : dzinedzanou
- chinois: 姜黄 (jianghuang) ;
- espagnol :cúrcuma ou turmérico (Curcuma longa)
- français : rhizome de curcuma, safran des Indes[17], souchet des Indes[17],[27],[28], souchet de Malabar[27], talmerital[24], terre mérite[17], racine de safran[19], safran vert, culcuma (dans certains registres français) ;
  - à La Réunion : safran péi ;
  - en Nouvelle-Calédonie : safran calédonien (d'où une confusion possible avec le safran) ;
  - en Polynésie française (archipel des Gambiers) : ranga ou rega[20] ;
- hébreu : כרכֹם (karkom)[26] ;
- hindi : हल्दी (haldi[29])
- indonésien : kunyit ;
- japonais : ukon (ウコン?) ;
- khmer : រមៀត ou ល្មៀត ;
- lituanien : ciberzole ;
- malgache : tamotamo ;
- persan : زرچوبه (zarchubeh ou zardchubeh) littéralement « petit bois jaune » ;
- portugais : curcuma, rizoma dos Índios, açafroeira da Índia, terra merita[17],[27],[28],[19] ;
- sanskrit : kunkuma, ranjani (ce qui donne la couleur)[1], mangal prada (ce qui porte chance)[1], krimighni (contre les vers, les microbes)[1], mahaghni (qui a des propriétés antidiabétiques)[1], anestha (n'est pas offert en sacrifice)[1], haridra (ce qui est plaisant à Hari)[1], varna-datri (qui donne la couleur)[1], hemaragi (qui a une couleur dorée)[1], bhadra (chanceux)[1], pavitra (sacré)[1], hridayavilasini (plaisant au cœur)[1], shobhna (de couleur brillante)[1] ;
- swahili : mmanjano ;
- lingala : manzano ;
- tibétain : ལྒ་སེར། (lga-ser), yung-ba.
- wallon : mekin

## Usages et propriétés

### Constituants
Le principe actif du curcuma est la curcumine.
Les composants principaux du rhizome de Curcuma longa sont :
- des curcuminoïdes, qui donnent la coloration jaune et qui sont les principes actifs principaux :
  - curcumine,
  - desméthoxycurcumine,
  - bidesméthoxycurcumine,
  - dihydrocurcumine.
- des quinoïdes :
- des sesquiterpènes :
  - alpha et gamma alantones,
  - bisabolène,
  - bisacumol,
  - bisacurone (molécule étudiée pour ses propriétés anti-inflammatoires[30]),
  - caryophyllène (molécule qui contribue à la nature épicée du curcuma et possédant des propriétés anti-inflammatoires),
  - curcumène,
  - curcuménone (supposé être un agent anti-vieillissement[31]).
- des stéroïdes :
  - cholestérol,
  - campestérol (posséderait des propriétés anti-inflammatoires),
  - stigmastérol,
- des monoterpènes :
  - cinéole,
  - camphène,
  - terpinène,
- des phénylpropanoïdes :
  - acide caféique,
  - acide p-cumarique,
  - 4-hydroxy cinnamoylméthane.
- des lignanes :
  - iso-procurcuménol,
  - 4-hydroxy-cinnamoyl-(féruloxyl)méthane,
- des benzénoïdes :
  - curcumine et dérives,
  - gaïacol.
- des glucides :
  - ukonane A.
- des alcaloïdes,
- de l'huile essentielle :
  - turmérone (aux propriétés antidépresseurs étudiées[32]),
  - déshydroturmérone,
  - gingibérène (aux propriétés antiulcéreuses supposées[6]),
  - atlantone,
  - curcuménol,
  - bornéol (effet hépatoprotecteur[6]),
  - camphre,
  - terpinène.

### Usages en médecine humaine
Wikipédia ne donne pas d'avis médical : seul un professionnel (médecin, pharmacien, etc.) est habilité à le faire.
Une revue parapluie suggère que le curcuma ou les curcuminoides « peuvent principalement améliorer le syndrome métabolique, la stéatose hépatique non alcoolique, les maladies cardiovasculaires et certaines maladies inflammatoires chroniques, de même, évidemment soulager la douleur de l'arthrose et des maladies apparentées » mais conclut que « des recherches de haute-qualité sont nécessaires pour prouver ces observations. »

#### Usages traditionnels
Le curcuma est reconnu dans les médecines traditionnelles indienne et chinoise et en Occident pour ses propriétés antioxydantes. Il aide l’organisme à lutter contre le stress et à maintenir l’efficacité des défenses naturelles.
La médecine traditionnelle indienne (médecine ayurvédique) utilise le rhizome de Curcuma longa depuis l'Antiquité, notamment pour ses propriétés antioxydantes et anti-inflammatoires ,.
En médecine traditionnelle chinoise, le rhizome de Curcuma longa est utilisé pour traiter les douleurs et les tumeurs supposément induites par le Qi et la congestion sanguine.
La médecine occidentale connaît, depuis au moins le XVIIe siècle, des usages au rhizome de curcuma : flatulence, néphrétique,, inertie de la bile, accouchement difficile, aménorrhée,,, scorbut,,, ou encore hydropisie,, jaunisse,. 
Ainsi, au niveau mondial, l'OMS identifie certains usages traditionnels pour Curcuma longa : traitement d'un ulcère gastroduodénal, douleurs et inflammations dues à une arthrite rhumatoïde, aménorrhée, dysménorrhée, diarrhée, épilepsie, douleur et maladies de la peau.

#### Inhibiteur du développement de cancers
Le potentiel des propriétés de Curcuma longa dans la prévention du cancer est étudié depuis 1985 avec Kuttan, : les résultats de ces expériences in vitro et in vivo sur des souris ont montré une réduction du développement des tumeurs avec les extraits de curcuma et son composant actif, la curcumine.
De très nombreuses études ont été menées par la suite sur les effets inhibiteurs du curcuma et de son principe actif la curcumine sur le développement de nombreux cancers, : côlon, foie, poumon, ovaire, sein, leucémie, prostate,, estomac, pancréas et mélanome. Toutes ces études tendent également à montrer que la curcumine a un fort potentiel en tant qu'agent adjuvant en chimiothérapie,.
Le curcuma est prometteur contre les cancers colorectaux, et peut-être dans d'autres également.
Il n'y a pas de corrélation avérée entre curcuma alimentaire et diminution du risque de cancer, mais en se basant sur les informations disponibles provenant d'études sur le curcuma et taux de cancer chez les Indiens, c'est une possibilité. Cependant, il est presque impossible de tenir compte de plusieurs facteurs confondants comme le mode de vie, la génétique et des autres composants alimentaires qui interviennent également.
La curcumine réduit les effets secondaires de la chimiothérapie ou de la radiothérapie, ce qui améliore la qualité de vie des patients et un certain nombre d'études ont rapporté que la curcumine a augmenté le temps de survie des patients et diminué le niveau des marqueurs tumoraux.

#### Phytothérapie
Le curcuma est utilisé en phytothérapie (dans le traitement de l'hypercholestérolémie par exemple, ou encore en traitement alternatif pour la spondylarthrite ankylosante).
L'Agence européenne des médicaments a identifié Curcuma longa comme une plante pouvant être utilisée en tisane pour soulager les digestions difficiles.
Le jus de curcuma obtenu à partir des rhizomes frais, conserve les phytonutriments fixes (curcumine, turmérine) et volatils (l'huile essentielle présente dans le jus de curcuma frais semble favoriser la biodisponibilité des curcumines dans l’organisme). Depuis des siècles, l'utilisation traditionnelle du curcuma frais en Asie du Sud-Est, lieu à l'origine de la découverte des bienfaits du curcuma, n'a jamais fait l'objet de la consommation d’une seule molécule isolée (curcumine), mais de tout le rhizome.

#### Autres effets possibles notables

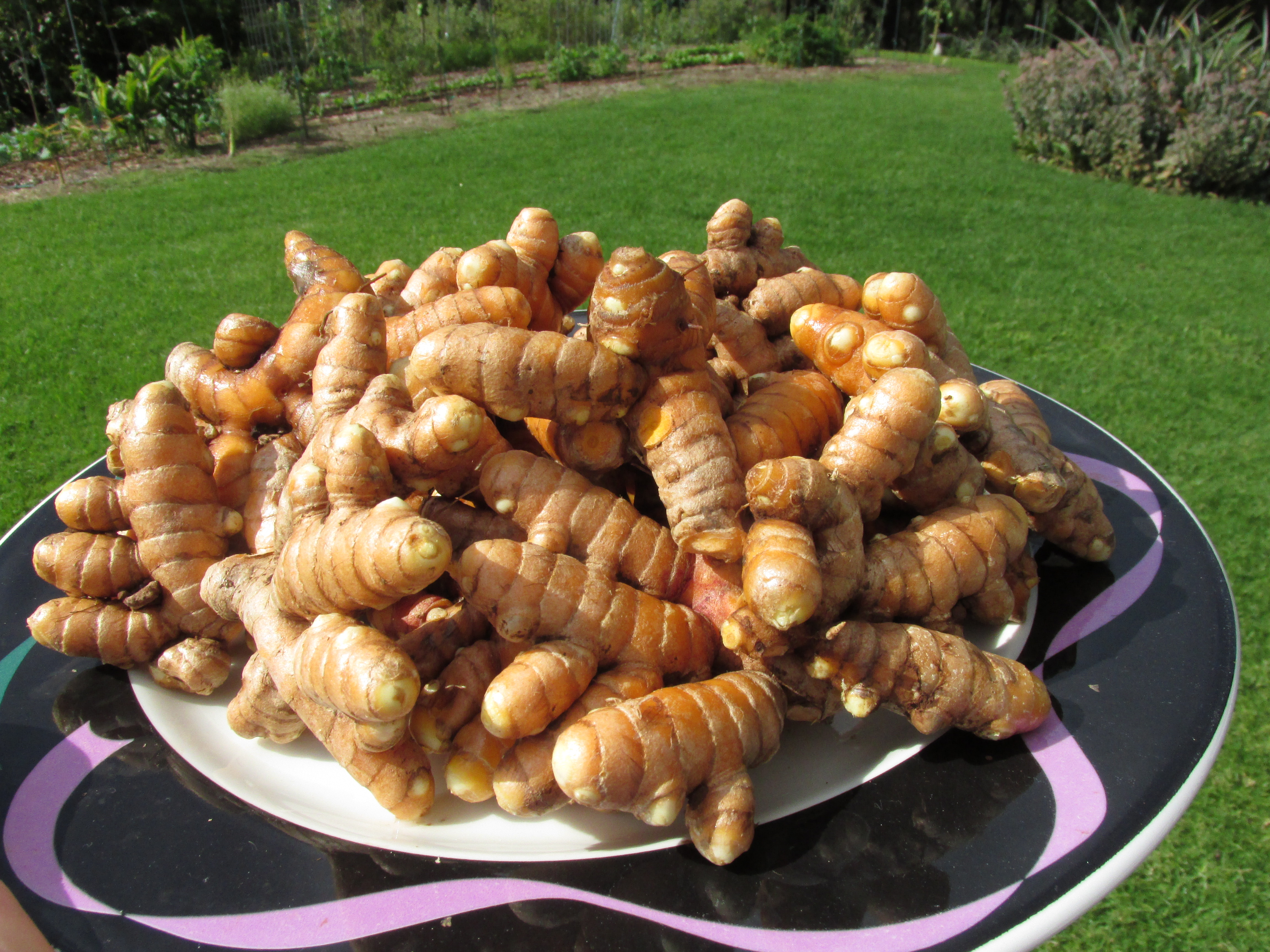
Curcuma longa.

Le curcuma est considéré comme un alicament naturel. Son activité thérapeutique est décuplée en présence de poivre (pipérine), sa biodisponibilité étant ainsi augmentée.
Les effets du curcuma sont étudiés dans son rôle protecteur contre la maladie d'Alzheimer,, contre le diabète de type 2,, et d'autres troubles cliniques,. En effet, la curcumine pourrait également aider à stimuler les cellules du système immunitaire qui engloutissent les protéines du cerveau qui marquent la maladie d’Alzheimer.
Le curcuma pourrait améliorer la mémoire des personnes présentant un risque de déficience cognitive lié au diabète.
Consommé avec du thé vert et du poivre noir, le curcuma serait utilisé contre l'obésité.
Son efficacité dans les syndromes dépressifs majeurs est débattue,,.
Un essai en double aveugle, randomisé et contrôlé par placebo a montré que le curcuma améliorait efficacement les niveaux de SIRT1 chez les patients atteints de la maladie du foie gras non alcoolique.

#### Efficacité
Les effets positifs attribués au curcuma sont à relativiser, de nombreuses études sont en cours sur les effets de la curcumine et de la turmérine, et les capacités d'absorption du curcuma par le corps humain sont encore à l'étude.
En 2017, une méta-analyse approfondie sur la chimie de la curcumine montre que c'est un composé instable, réactif et non biodisponible, par conséquent elle a très peu de chance d'avoir une efficacité concrète avant d'être dégradée. Selon les auteurs, la curcumine a tendance à se lier à toutes les molécules lors de tests in vitro lorsqu'il s'agit de repérer si une substance interagit avec les protéines impliquées dans les maladies, cela explique les nombreux résultats prometteurs dans des phases de test préliminaires sans qu'il y ait pour autant d'action thérapeutique spécifique dans le corps humain. De plus, les auteurs expliquent que parmi les nombreuses études disponibles, environ 15 000 au moment de l'analyse, seulement une faible proportion, environ 120, sont conformes à la démarche scientifique. Or parmi ces 120 études, aucune ne montre que le curcuma a un effet supérieur à l'effet placebo.

#### Toxicité
En Italie, des cas d'atteintes hépatiques pourraient être imputables à des préparations à base de curcuma. Dix cas avaient déjà été signalés en Suède et cinq en Norvège en 2009,,. Le danger semble survenir lors de l'association du curcuma et du nimésulide que l'on trouve dans certaines préparations. Une étude montre que certains compléments alimentaires dont le curcuma sont associés à un risque plus élevé d'atteinte du foie,.

### Usages alimentaires

#### Épice
Le rhizome de curcuma est une tige souterraine vivace, généralement à peu près horizontale, émettant chaque année des racines et des tiges aériennes. Séché et réduit en poudre, le rhizome est utilisé comme épice. Sa saveur est poivrée et très aromatique.
La préparation de la poudre consiste à faire blanchir les rhizomes pendant une à trois minutes (pour retirer les éventuels champignons et moisissures ; éliminer les mauvaises odeurs et mauvais goûts ; pour éliminer l'air des rhizomes afin d'éviter l'oxydation pendant le stockage), les faire sécher au soleil pendant 10 à 15 jours (ou dans un séchoir à 65 °C), puis les moudre.
Il entre dans la composition de mélanges d'épices de la cuisine indienne :
- les masalas (indûment appelés curry) dont il constitue l'épice principale[78] ;
- le tandoori masala ;
- le mukhavas (mélange indien de graines pris en fin de repas pour favoriser la digestion[79]) ;
- le vadouvan.

Le curcuma entre également dans la composition de mélanges d'épices dans :
- le colombo antillais ;
- le garam masala réunionnais ;
- le ras-el-hanout du Maghreb[80] ;
- le tabil ;
- le curry japonais.

#### Plats cuisinés à base de curcuma
Le curcuma est aussi largement utilisé dans les cuisines du monde :
- Cuisine indienne : achards, pickles, samoussa, batata vada, thoran, bojé, linguiça.
- Cuisines malaisienne et indonésienne : il entre dans la composition de l'ayam bakar, du gulai, l'ayam goreng, le soto, le soto ayam, l'ikan bakar, le rendang, le tumpeng, le nasi kuning.
- Cuisines thaïe et cambodgienne (où il est appelé rimiet, រមៀត ou ល្មៀត), dans la confection des currys, en particulier du célèbre amok (អាម៉ុក), mais aussi de divers condiments.
- Au Cambodge, il entre dans la composition de diverses boulettes, dont les boulettes de porc aux épices (brahet, ប្រហិតគ្រឿង).
- Cuisine vietnamienne : il entre dans la composition du bánh xèo.
- Cuisine japonaise : le karēman.
- Cuisine bhoutanaise.
- Cuisine népalaise : le pulao[81].
- Cuisine du Maghreb : il entre dans la composition du makroud, de l'osban, de la segdida et du mkheter.
- Cuisine libanaise : il est l'un des ingrédients principaux du sfouf, un gâteau traditionnellement mangé lors des fêtes de famille.
- Cuisine malienne.
- Cuisine pakistanaise : il entre dans la composition de l'aloo gobi.
- Cuisine iranienne.
- Cuisine réunionnaise : il entre dans la composition du carry, du zembrocal et du bonbon piment.
- Cuisine mauricienne.
- Cuisine belge : le Piccalilli.
- Cuisine anglaise : le condiment appelé Savora contient du curcuma.
- Cuisine allemande : le condiment appelé Süßer Senf (moutarde allemande) contient du curcuma.
- Cuisine italienne : la liqueur Amaro.
- Cuisine française : daube comtadine.
- Cuisine des États-Unis : le condiment Yellow mustard contient du curcuma.

#### Conservateur alimentaire
Le curcuma a longtemps été utilisé comme conservateur alimentaire par les Indiens. Le pigment jaune du rhizome de curcuma possède notamment les propriétés de réduire le nombre de bactéries et de supprimer l'oxydation des graisses.

### Usages comme colorant
Le jaune végétal curcuma est identifié avec le code NY3 dans le Colour Index. Le curcuma est utilisé comme indicateur de pH naturel (couleur jaune en milieu acide, couleur brun-orangé en milieu basique).

#### Colorant alimentaire
L'oléorésine de curcuma est extraite par solvant des tumérols (rhizomes de Curcuma longa L. concassés en poudre) et purifiée par cristallisation. Elle donne deux colorants alimentaires : E100(i) (curcumine) et E100(ii) (curcuma).
L'usage du curcuma comme colorant alimentaire remonte au moins au XVIIIe siècle, où il était utilisé par les droguistes pour falsifier certaines substances (huile de palme, huile d'œufs, sirop de chicorée).

#### Substitut au safran
Le curcuma est parfois employé, pour des raisons économiques, à la place du safran dans des plats comme la paella. Il apporte une coloration proche de celle de cette épice (surtout le curcuma rouge) et sa saveur propre, qui est moins complexe et puissante. Le curcuma est souvent étiqueté « safran » (des Indes, Bourbon, pays...) ou « safran curcuma » sur les marchés ou dans les commerces de produits exotiques. 

#### Colorant textile
Étant une plante tinctoriale notoire, le curcuma est utilisé dans l'industrie textile comme teinture jaune orangé. Il teint le coton, la laine et la soie, sans mordant, même si son pigment est très sensible à la lumière et se décolore facilement.
La teinture de curcuma est traditionnellement utilisée pour le costume safran des sâdhus ou des moines bouddhistes.
En Grèce antique, les péplos portés pendant les Panathénées étaient teints avec du curcuma. Cette affirmation est cependant mise en doute par Suzanne Amigues, spécialiste des plantes dans l’Antiquité grecque.
En France, l'usage du curcuma pour les teintures se répand au XVIIIe siècle, principalement pour sa très belle couleur jaune, bien qu'elle ne tienne pas longtemps.
En Polynésie française (archipel des Gambiers), Curcuma longa servait à la teinture des costumes traditionnels de cérémonies, les tapa.

#### Autres usages comme colorant
Au Moyen Âge, le curcuma était utilisé comme colorant pour cacheter les lettres à l'aide des sceaux en forme de petits pains à cacheter et comme couleur pour réaliser des enluminures, ou des peintures (comme dans l'art indien Patta Chitra).
En cosmétique, les shampooings indiens contiennent du curcuma, parmi d'autres épices.
En Europe, le curcuma était utilisé pour la teinture des savons (mélangé à de l'indigo pour obtenir des savons de couleur verte).

### Autres usages

#### Usages rituels
En Inde, pendant les fêtes de Divali, le curcuma fait partie des offrandes aux divinités. Le tilak, marque rouge apposée au front de la personne à bénir, est faite à partir d'un mélange de poudre de curcuma, de chaux ou de jus de citron.
Le curcuma est utilisé dans les cérémonies de mariage en Inde et dans certaines îles du Pacifique.
Le curcuma est également utilisé comme peinture corporelle sur les femmes enceintes et sur les enfants en Polynésie française, il était par exemple appliqué sur le ventre des femmes enceintes à partir de six mois de grossesse. Dans d'autres pays asiatiques (Birmanie, Cambodge, ancienne Cochinchine), il était utilisé en pâte ou en poudre pendant l'accouchement.
Le curcuma fut utilisé dans des rites funéraires en Inde et en Polynésie française : mélangé à de l'eau et associé à de la nourriture, il était déposé près des morts. Ce rite était supposé alimenter les morts au cours de leur dernier voyage ;
Dans le sud-est asiatique (Cambodge, Birmanie), les corps étaient frottés avec du curcuma. 
Il existe des huiles essentielles de curcuma.

#### Répulsif pour les insectes
En Inde, alors que les feuilles de palmier de Palmyre servaient de support pour l'écriture, elles étaient enduites de poudre de curcuma pour prévenir les attaques des insectes.

## Économie
L'Inde est le premier producteur, consommateur et exportateur mondial de curcuma. En effet, c'est une des principales épices du curry, qui lui-même entre dans la composition de nombreux plats de la cuisine indienne. Le curcuma est également utilisé par considérations religieuses, comme cosmétique ou teinture, et entre dans la composition de nombreux remèdes traditionnels. Les autres producteurs asiatiques sont le Bangladesh, le Pakistan, le Sri Lanka, Taïwan, la Chine, la Birmanie et l'Indonésie. 
L'Inde produit entre 2,5 et 3 millions de tonnes d'épices par an, et le curcuma compte pour environ 57 % de la production d'épices. Environ 90 % de la production de curcuma indien est destiné à la consommation interne.
Dans une moindre mesure, le curcuma est également produit dans quelques pays d'Amérique Latine et des Caraïbes comme la Jamaïque, Haïti, le Costa Rica, le Pérou et le Brésil. Certains pays d'Afrique ont une production et sont exportateurs, comme l'Éthiopie.
L'île de la Réunion est également productrice de curcuma ; elle en a produit cinq tonnes en agriculture biologique en 2016. Le principal lieu de production est la Plaine des Grègues, quartier de la ville de Saint-Joseph.
Les plus gros importateurs de curcuma indien sont les Émirats arabes unis, les États-Unis, le Japon, le Royaume-Uni, l'Iran, Singapour, Sri Lanka et l'Afrique du Sud.
À la lumière des nombreuses études sur les propriétés médicales du curcuma, la plante bénéficie d'une augmentation de sa demande dans le monde entier dans le cadre des thérapies naturelles. Ainsi, l'International Trade Center a estimé une augmentation de la demande mondiale annuelle en curcuma à 10 %, en 2007. Selon l'American Botanical Council, le curcuma est en tête de classement des plantes qui se vendent le mieux aux États-Unis dans les compléments alimentaires à base de plantes, avec notamment une augmentation de 26 % des ventes en 2013.
Cette augmentation de la demande mondiale (et des achats spéculatifs), combinée à des phénomènes météorologiques défavorables sur les récoltes, entraînent une hausse du cours des prix du curcuma, comme ce fut le cas en 2009.
Les épices et particulièrement le curcuma sont perçus comme des occasions de développement de l'économie locale. C'est particulièrement le cas d'un pays comme l'Afrique du Sud qui exporte la totalité des épices produites sur son territoire, alors qu'une partie de la population consomme de grandes quantités de curcuma.

### Patrimoine génétique deCurcuma longa
L'Inde, via son Institut agronomique national, souhaite monopoliser la production du curcuma. Par conséquent, l'Institut agronomique national a décrété l'interdiction d'exporter les cultivars de Curcuma longa et protège ainsi leurs patrimoines génétiques.

### L'affaire du brevet sur le curcuma
Le 28 mars 1995, l'University of Mississippi Medical Center obtient un brevet (174363) sur le curcuma pour le soin des blessures. Ce brevet, contesté en 1997 par l'India's Council of Scientific and Industrial Research au motif que ces propriétés sont connues de temps immémorial en Inde, notamment dans l'Ayurveda, est annulé la même année par l'Office américain des brevets. Cette affaire illustre un des problèmes posés par la brevetabilité du vivant : la biopiraterie.

### Le colorant Sudan dans le curcuma
La Commission européenne décide en 2005 d'étendre ses contrôles visant à détecter la présence de colorant Sudan dans les poudres de curcuma . Ce procédé d'adultération du curcuma est identifié depuis la fin des années 1980 grâce à l'amélioration des techniques d'analyse aux rayons X (colorant Sudan rouge isolé dans un échantillon de curcuma en provenance de Tanzanie en 1987).